# Navailles-Angos
Pour les articles homonymes, voir Navailles (homonymie) et Angos (homonymie).
Navailles-Angos (prononcé [navaj ɑ̃ɡɔs] ; en béarnais Navalhas-Angòs ou Nabalhes-Angos) est une commune française située dans le département des Pyrénées-Atlantiques, en région Nouvelle-Aquitaine.
Le gentilé est Navaillais.

## Géographie

### Localisation
La commune de Navailles-Angos se trouve dans le département des Pyrénées-Atlantiques, en région Nouvelle-Aquitaine.
Elle se situe à 16 km par la route de Pau, préfecture du département, et à 3,9 km de Serres-Castet, bureau centralisateur du canton des Terres des Luys et Coteaux du Vic-Bilh dont dépend la commune depuis 2015 pour les élections départementales.
La commune fait en outre partie du bassin de vie de Pau.
Les communes les plus proches sont : 
Saint-Armou (2,8 km), Astis (3,2 km), Serres-Castet (3,3 km), Sauvagnon (3,8 km), Argelos  (4,2 km), Montardon (4,3 km), Anos (4,4 km), Doumy (4,5 km).
Sur le plan historique et culturel, Navailles-Angos fait partie de la province du Béarn, qui fut également un État et qui présente une unité historique et culturelle à laquelle s’oppose une diversité frappante de paysages au relief tourmenté.

### Communes limitrophes
Les communes limitrophes sont  Argelos, Astis, Doumy, Montardon, Saint-Armou, Saint-Castin, Sauvagnon et Serres-Castet.

### Hydrographie

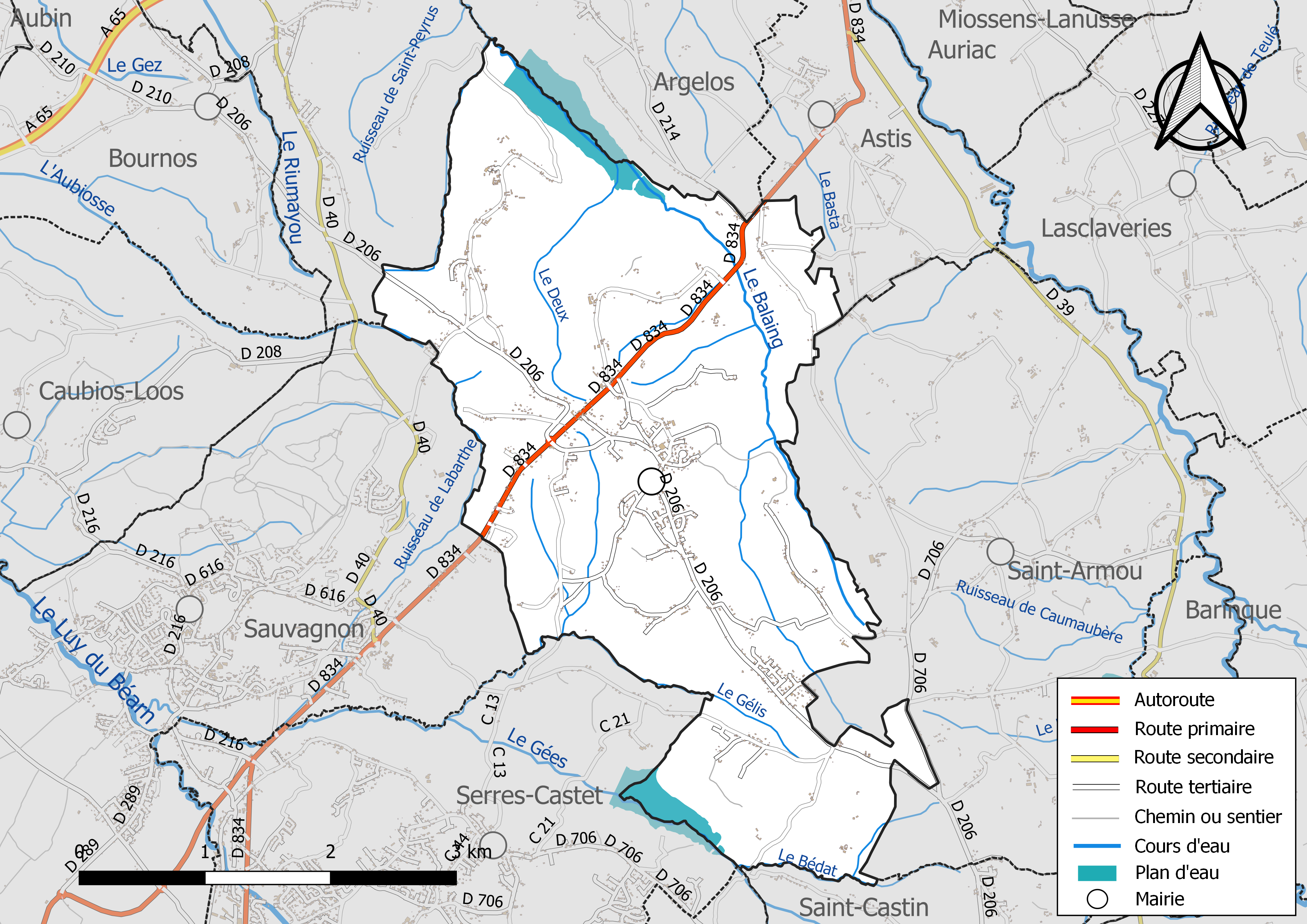
Réseaux hydrographique et routier de Navailles-Angos.

La commune est drainée par L'Aubiosse, le Balaing, le Gées, le Basta, le Bédat, le Deux, le Gélis, le ruisseau de Labarthe, et par divers petits cours d'eau, constituant un réseau hydrographique de 21 km de longueur totale,.

### Climat
Pour des articles plus généraux, voir Climat de la Nouvelle-Aquitaine et Climat des Pyrénées-Atlantiques.
Historiquement, la commune est exposée à un climat de montagne.  
En 2020, Météo-France publie une typologie des climats de la France métropolitaine dans laquelle la commune est toujours exposée à un climat de montagne et est dans la région climatique Pyrénées atlantiques, caractérisée par une pluviométrie élevée (>1 200 mm/an) en toutes saisons, des hivers très doux (7,5 °C en plaine) et des vents faibles.
Pour la période 1971-2000, la température annuelle moyenne est de 12,9 °C, avec une amplitude thermique annuelle de 14,6 °C. Le cumul annuel moyen de précipitations est de 1 180 mm, avec 11,8 jours de précipitations en janvier et 7,9 jours en juillet. Pour la période 1991-2020, la température moyenne annuelle observée sur la station météorologique la plus proche, située sur la commune d'Uzein à 7 km à vol d'oiseau, est de 13,7 °C et le cumul annuel moyen de précipitations est de 1 093,8 mm,. Pour l'avenir, les paramètres climatiques de la commune estimés pour 2050 selon différents scénarios d’émission de gaz à effet de serre sont consultables sur un site dédié publié par Météo-France en novembre 2022.

### Milieux naturels et biodiversité
Aucun espace naturel présentant un intérêt patrimonial n'est recensé sur la commune dans l'inventaire national du patrimoine naturel,,.

## Urbanisme

### Typologie
Au 1er janvier 2024, Navailles-Angos est catégorisée commune rurale à habitat dispersé, selon la nouvelle grille communale de densité à sept niveaux définie par l'Insee en 2022.
Elle appartient à l'unité urbaine de Pau, une agglomération intra-départementale regroupant 55  communes, dont elle est une commune de la banlieue,,. Par ailleurs la commune fait partie de l'aire d'attraction de Pau, dont elle est une commune de la couronne,. Cette aire, qui regroupe 227 communes, est catégorisée dans les aires de 200 000 à moins de 700 000 habitants,.

### Occupation des sols

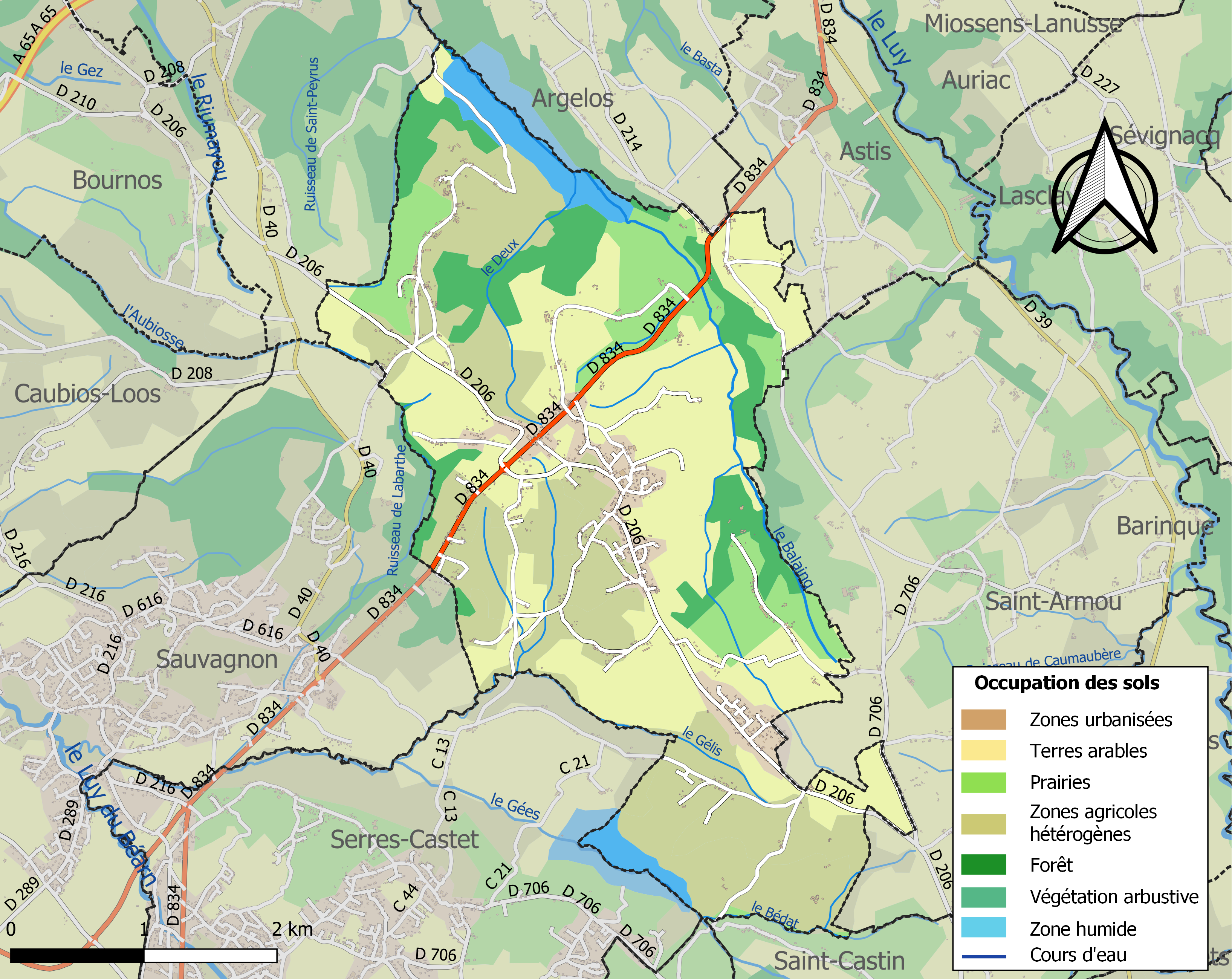
Carte des infrastructures et de l'occupation des sols de la commune en 2018 (CLC).

L'occupation des sols de la commune, telle qu'elle ressort de la base de données européenne d’occupation biophysique des sols Corine Land Cover (CLC), est marquée par l'importance des territoires agricoles (79,7 % en 2018), en diminution par rapport à 1990 (85,1 %). La répartition détaillée en 2018 est la suivante : 
terres arables (35,6 %), zones agricoles hétérogènes (32,7 %), prairies (11,4 %), forêts (11,1 %), zones urbanisées (5,5 %), eaux continentales (3,7 %). L'évolution de l’occupation des sols de la commune et de ses infrastructures peut être observée sur les différentes représentations cartographiques du territoire : la carte de Cassini (XVIIIe siècle), la carte d'état-major (1820-1866) et les cartes ou photos aériennes de l'IGN pour la période actuelle (1950 à aujourd'hui).

### Lieux-dits et hameaux
- Navailles : Baradat - Bessagnet - Bonnecaze - Brassé - Brun - Cazala - Château - Claverie - Deuze - Dibet - Fourcade - Grange Péré - Labroustère - Lagahé - Lajunte - Lapoudge - Lavignette - Lusclade - Mendousse - Mesplès - Mire-Castet - Mounet - Pédurthe - Pène - Péret - Plaà - Poueygros - Tilh - Tisné - Tounère - Vignolles - Carrère Hayet - Carrère Castet - Carrère Sèque.
- Angos : Bacqué - Bayle - Bounat - Brescou - Carboué - Carros - Cazaux - Desclaux - Guichané - Guichou - Guinlet - Lassus - Mondat - Paloumet - Pédeupé - Péhaut - Pintadou - Plasteig - Plouraboué - Poublan - Pouey - Saraillé - Tauret - Tauziet.
- Brocq.
- Lamayson.

### Voies de communication et transports
La commune est desservie par la route nationale 134 et la départementale 206.

#### Transports urbains
Navailles-Angos est desservie par le réseau de transports Idelis organisé par Pau Béarn Pyrénées Mobilités, avec ses services Flexilis (transport à la demande) et Scolaris (autocars de transport scolaire, dont certains (circuits lycées) sont accessibles aux autres usagers).
La commune est également desservie par le réseau d'autocars interurbains des Pyrénées-Atlantiques :
- Pau — Gare SNCF ↔  Aire-sur-l'Adour — Place de la Liberté / Mont-de-Marsan — Gare SNCF
- Pau — Gare SNCF ↔  Agen — Gare SNCF

### Risques majeurs
Le territoire de la commune de Navailles-Angos est vulnérable à différents aléas naturels : météorologiques (tempête, orage, neige, grand froid, canicule ou sécheresse), inondations et séisme (sismicité modérée). Il est également exposé à un risque technologique, la rupture d'un barrage. Un site publié par le BRGM permet d'évaluer simplement et rapidement les risques d'un bien localisé soit par son adresse soit par le numéro de sa parcelle.

#### Risques naturels
Certaines parties du territoire communal sont susceptibles d’être affectées par le risque d’inondation par une crue à  débordement lent de cours d'eau. La commune a été reconnue en état de catastrophe naturelle au titre des dommages causés par les inondations et coulées de boue survenues en 1982, 1989, 1993 et 2009,.

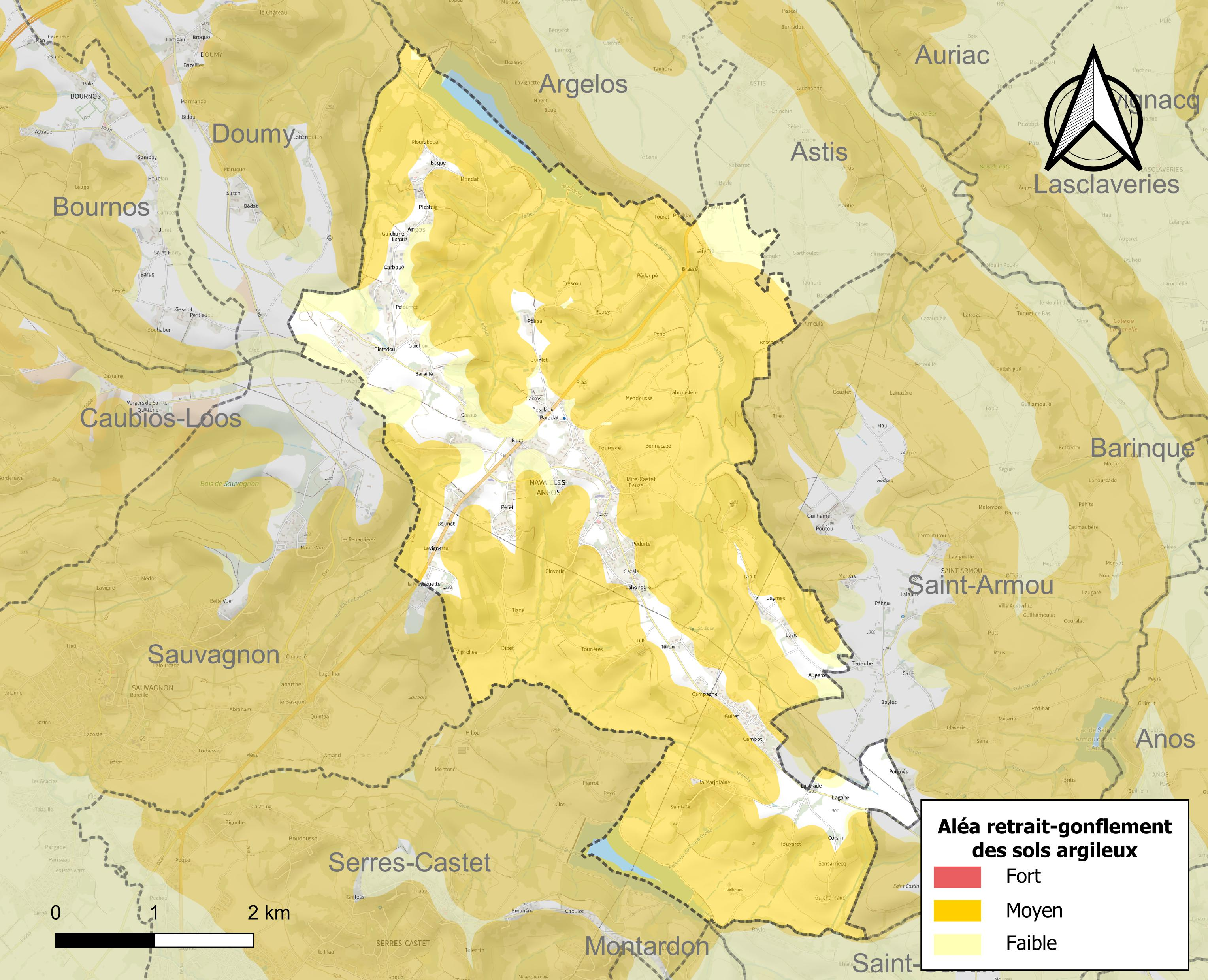
Carte des zones d'aléa retrait-gonflement des sols argileux de Navailles-Angos.

Le retrait-gonflement des sols argileux est susceptible d'engendrer des dommages importants aux bâtiments en cas d’alternance de périodes de sécheresse et de pluie. 76,3 % de la superficie communale est en aléa moyen ou fort (59 % au niveau départemental et 48,5 % au niveau national). Depuis le 1er octobre 2020, en application de la loi ELAN, différentes contraintes s'imposent aux vendeurs, maîtres d'ouvrages ou constructeurs de biens situés dans une zone classée en aléa moyen ou fort,.

#### Risque technologique
La commune est en outre située en aval de barrages de classe A. À ce titre elle est susceptible d’être touchée par l’onde de submersion consécutive à la rupture de cet ouvrage.

## Toponymie
Le toponyme Navailles apparaît sous les formes Navales et castrum de Navalhes (respectivement XIIe siècle et 1205, cartulaire de Lescar), Navalhes (XIe – XIVe siècles, Anciens Fors), Navalha (1270, cartulaire du château de Pau), Navalliœ (1283, titres de Béarn), Nauvalhes et Nabalhas (respectivement 1546 et 1547, réformation de Béarn).
Le toponyme Angos, village de Navailles, apparaît sous la forme Anguos (1402, censier de Béarn).
Le nom béarnais de la commune est Navalhas-Angòs ou Nabalhes-Angos. Le nom Navailles vient du latin Novalia : terres nouvellement mises en culture.
Le toponyme Brocq, apparaît sous la forme Le Brocar (1385, censier de Béarn), Lamayson sous la forme La Masoo (1385, censier de Béarn), Guichané sous la forme Guixarner (1402, censier de Béarn) et Péret, une ferme, est mentionné en 1385 (censier de Béarn).

## Histoire
Paul Raymond note qu'en 1385, Navailles comptait soixante-et-un feux et Angos huit. Angos et son village dépendaient du bailliage de Pau.
la baronnie de Navailles
Cette baronnie, vassale de la vicomté de Béarn, était la première des grandes baronnies de Béarn et englobait Astis, une partie d'Auriac, Lasclaveries, Navailles, Saint-Armou et Saint-Peyrus.
la notairie de Navailhès
Navailles était le chef-lieu de cette notairie qui comprenait les communes d'Anos, Argelos, Astis, Auga, Auriac, Barinque, Buros, Carrère, Claracq, Garlède-Mondebat, Higuères-Souye, Lalonquette, Lasclaveries, Lème, Maucor, Miossens-Lanusse, Montardon, Navailles, Saint-Peyrus, Saint-Armou, Saint-Castin, Saint-Jammes, Saint-Laurent-Bretagne, Serres-Castet, Sévignacq et Viven.
Angos s'est unie à Navailles le 8 mai 1845.

## Politique et administration
| Période | Période | Identité              | Étiquette | Qualité |
| ------- | ------- | --------------------- | --------- | ------- |
| 1860    | 1890    | Élie de Gontaut-Biron |           |         |
| 1958    | 1977    | Louis Cazala          |           |         |
| 1977    | 1983    | Pierre Davezies       |           |         |
| 1983    | 1989    | Pierre Davezies       |           |         |
| 1989    | 1995    | Pierre Davezies       |           |         |
| 1995    | 2001    | Pierre Davezies       |           |         |
| 2001    | 2008    | Pierre Davezies       |           |         |
| 2008    | 2014    | Francis Hunault       |           |         |
| 2014    | 2020    | Francis Hunault       |           |         |
| 2020    | 2026    | Jeannine Lavie        |           |         |

### Intercommunalité
Navailles-Angos fait partie de trois structures intercommunales :
- la communauté de communes des Luys en Béarn ;
- le syndicat d’énergie des Pyrénées-Atlantiques ;
- le syndicat intercommunal d'alimentation en eau potable Luy - Gabas - Lées.

### Politique environnementale
Dans son palmarès 2023, le Conseil national de villes et villages fleuris de France a attribué une fleur à la commune.

## Population et société

### Démographie
L'évolution du nombre d'habitants est connue à travers les recensements de la population effectués dans la commune depuis 1793. Pour les communes de moins de 10 000 habitants, une enquête de recensement portant sur toute la population est réalisée tous les cinq ans, les populations de référence des années intermédiaires étant quant à elles estimées par interpolation ou extrapolation. Pour la commune, le premier recensement exhaustif entrant dans le cadre du nouveau dispositif a été réalisé en 2005.

En 2022, la commune comptait 1 547 habitants, en évolution de +3,48 % par rapport à 2016 (Pyrénées-Atlantiques : +3,78 %, France hors Mayotte : +2,11 %).
| 1793 | 1800 | 1806 | 1821 | 1831 | 1836 | 1841 | 1846 | 1851 |
| ---- | ---- | ---- | ---- | ---- | ---- | ---- | ---- | ---- |
| 768  | 616  | 705  | 697  | 762  | 745  | 832  | 844  | 850  |

| 1856 | 1861 | 1866 | 1872 | 1876 | 1881 | 1886 | 1891 | 1896 |
| ---- | ---- | ---- | ---- | ---- | ---- | ---- | ---- | ---- |
| 881  | 844  | 836  | 777  | 734  | 720  | 730  | 709  | 730  |

| 1901 | 1906 | 1911 | 1921 | 1926 | 1931 | 1936 | 1946 | 1954 |
| ---- | ---- | ---- | ---- | ---- | ---- | ---- | ---- | ---- |
| 715  | 699  | 709  | 597  | 531  | 537  | 567  | 540  | 541  |

| 1962 | 1968 | 1975 | 1982 | 1990  | 1999  | 2005  | 2006  | 2010  |
| ---- | ---- | ---- | ---- | ----- | ----- | ----- | ----- | ----- |
| 586  | 588  | 630  | 875  | 1 123 | 1 196 | 1 304 | 1 321 | 1 329 |

| 2015  | 2020  | 2022  | - | - | - | - | - | - |
| ----- | ----- | ----- | - | - | - | - | - | - |
| 1 474 | 1 523 | 1 547 | - | - | - | - | - | - |

Navailles-Angos fait partie de l'aire d'attraction de Pau.

## Culture locale et patrimoine

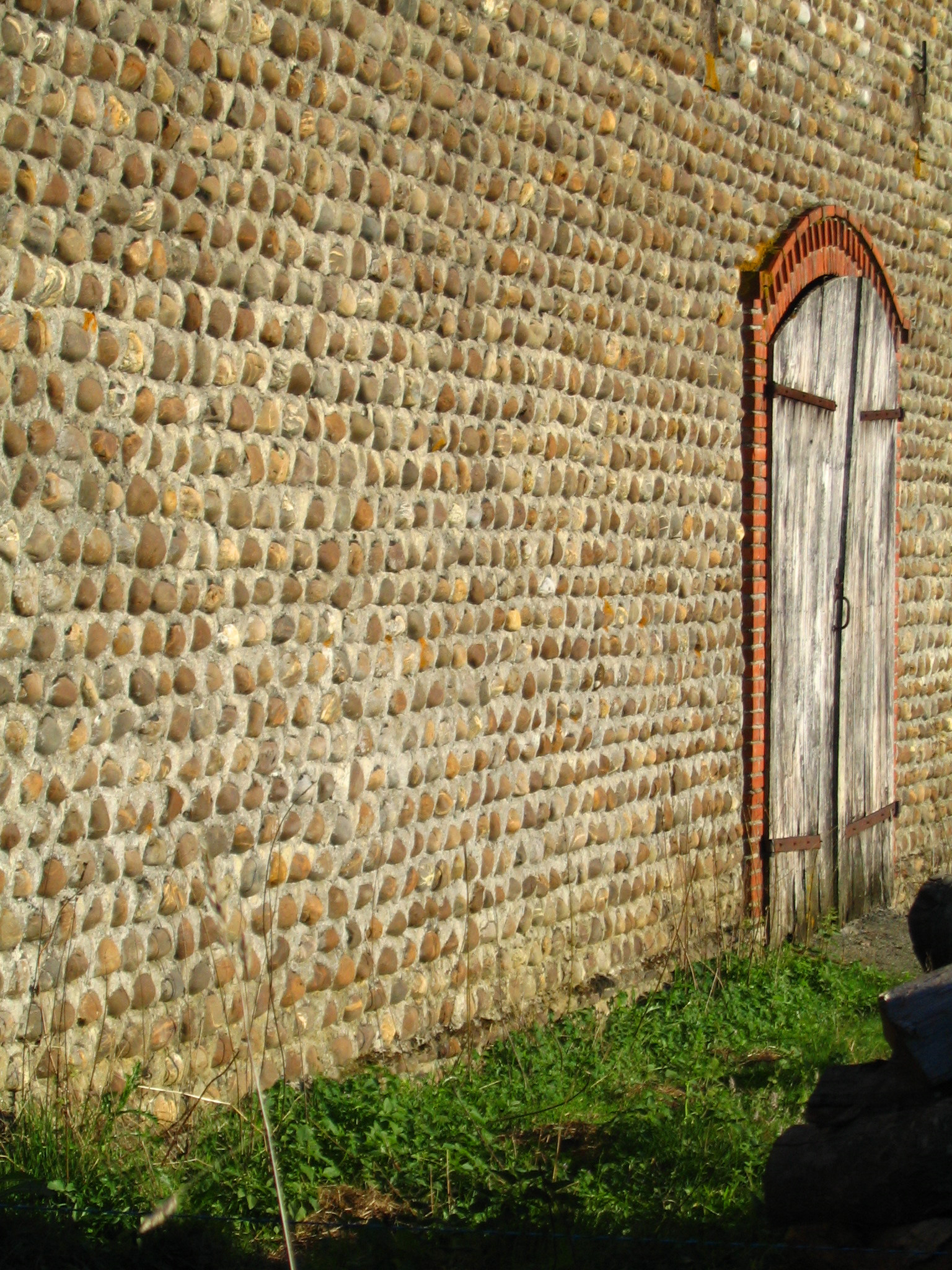
Mur de galets d'une maison béarnaise de Navailles.
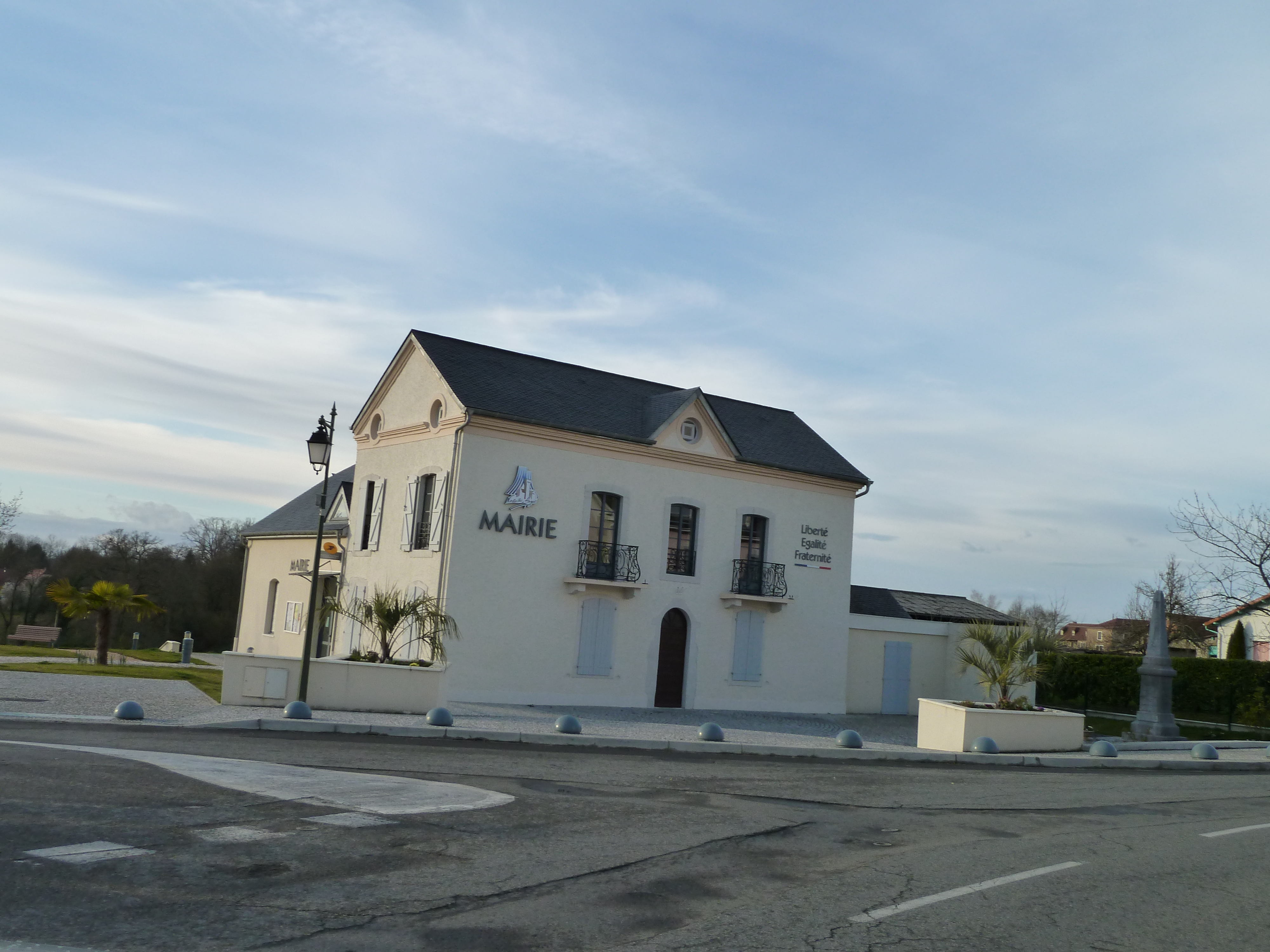
La mairie.
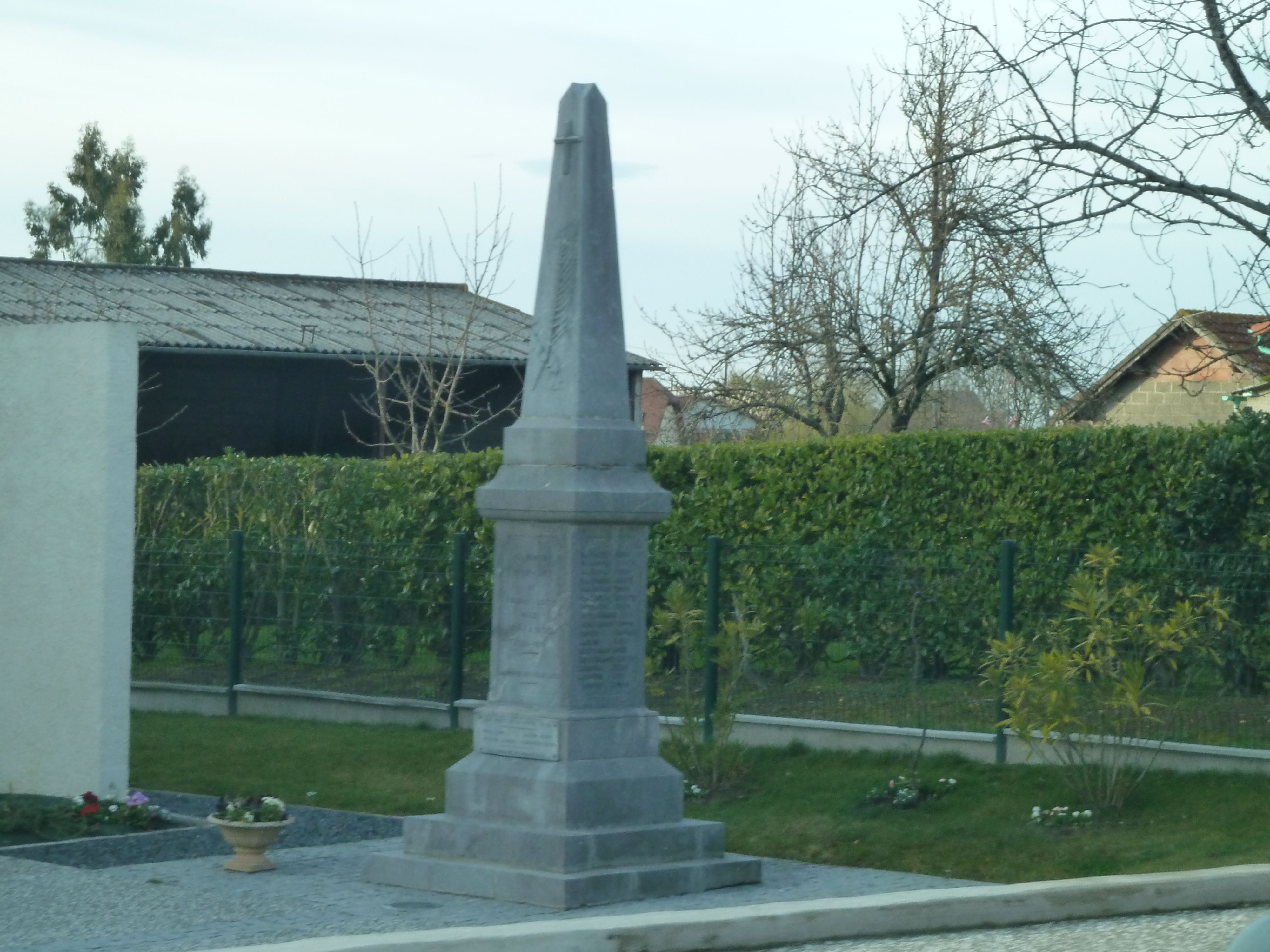
Le monument aux morts.
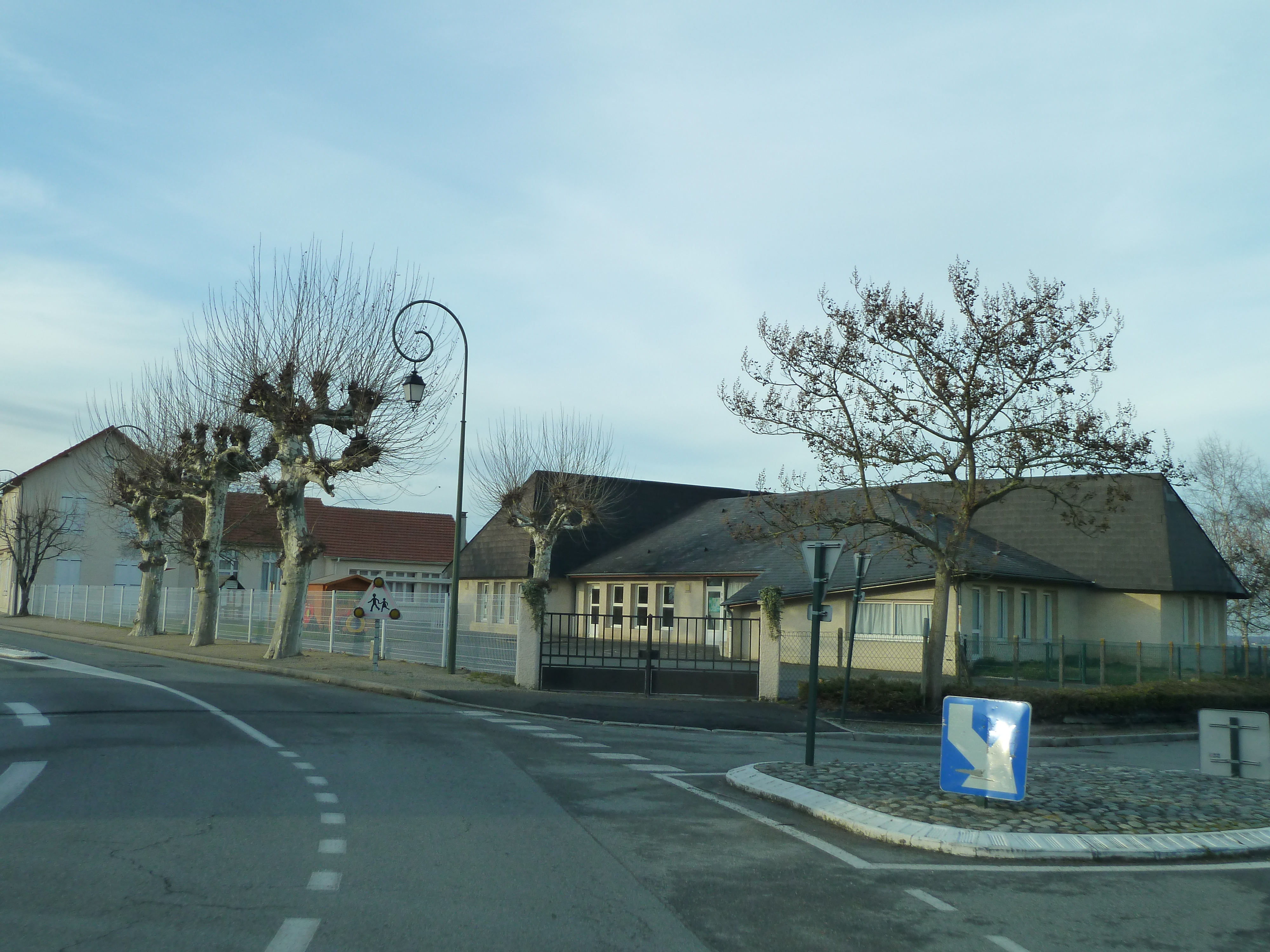
L'école de Navailles-Angos.

### Patrimoine civil
Le château de Navailles est mentionné dès 1088. Il demeure des vestiges de cette partie édifiée au XIe siècle. Le château actuel, profondément remanié au XIXe siècle conserve une tour ou donjon du XIVe siècle (Gaston Fébus).

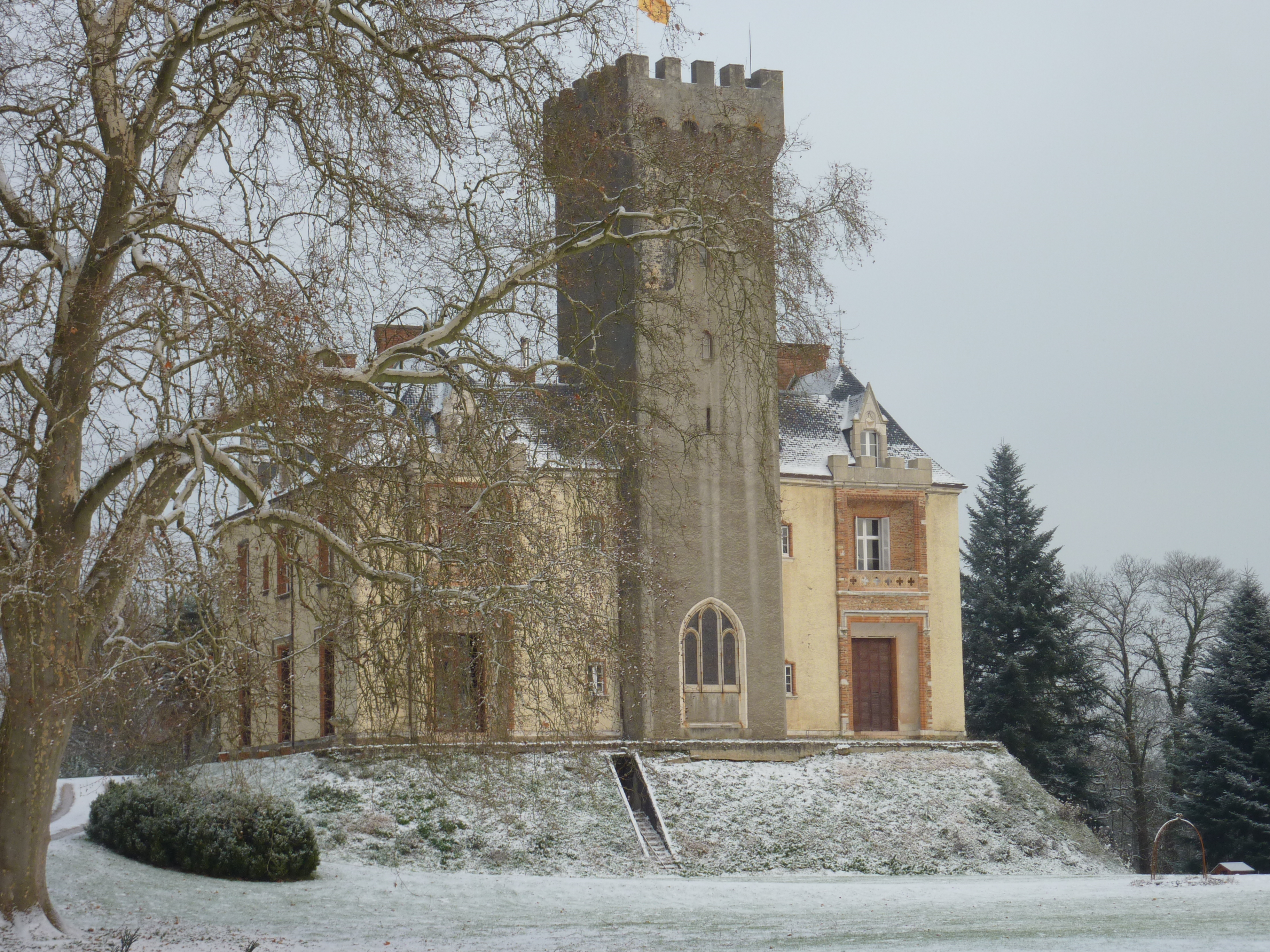
Château de Navailles - façade nord.
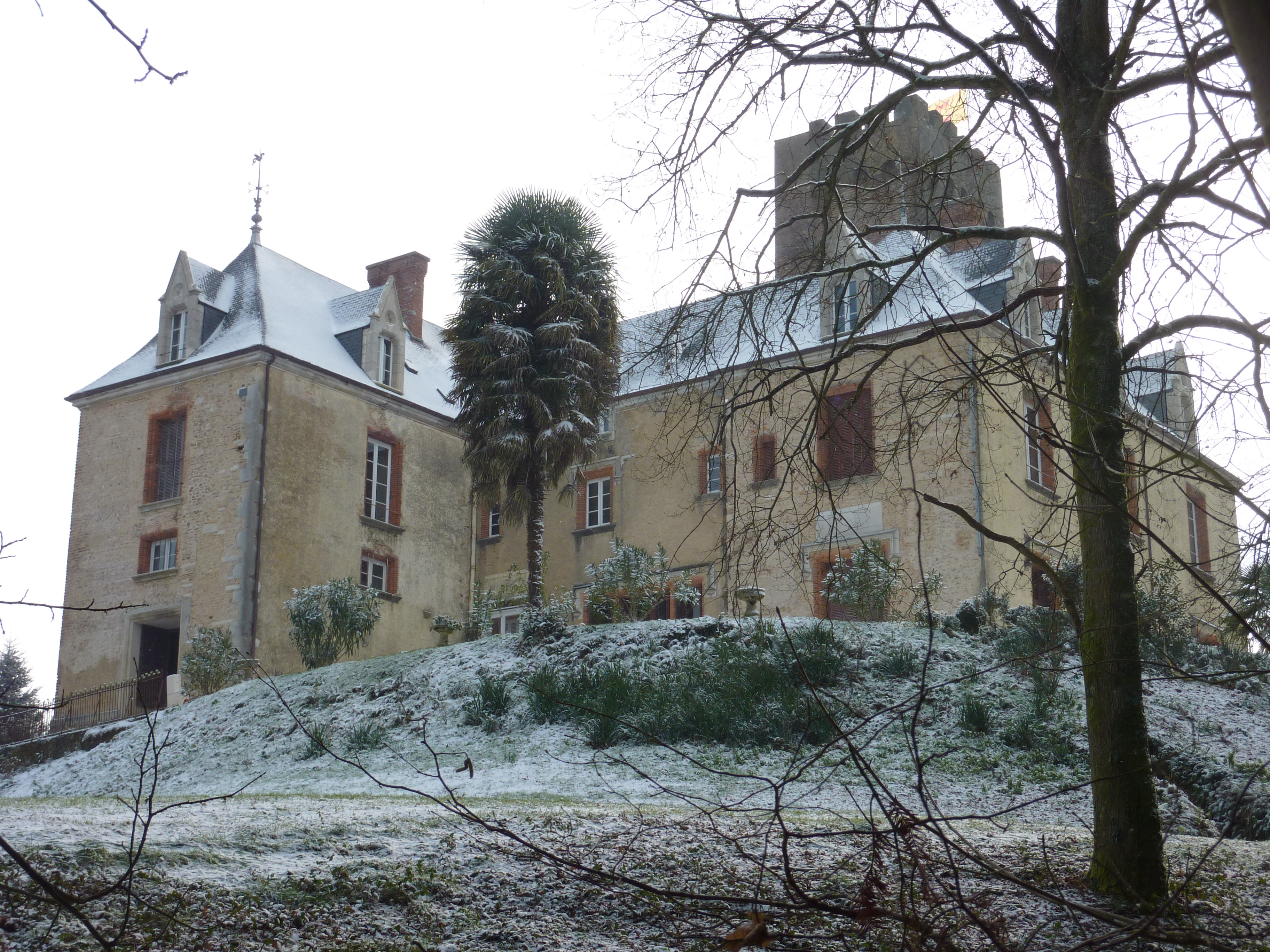
Château de Navailles - façade sud.
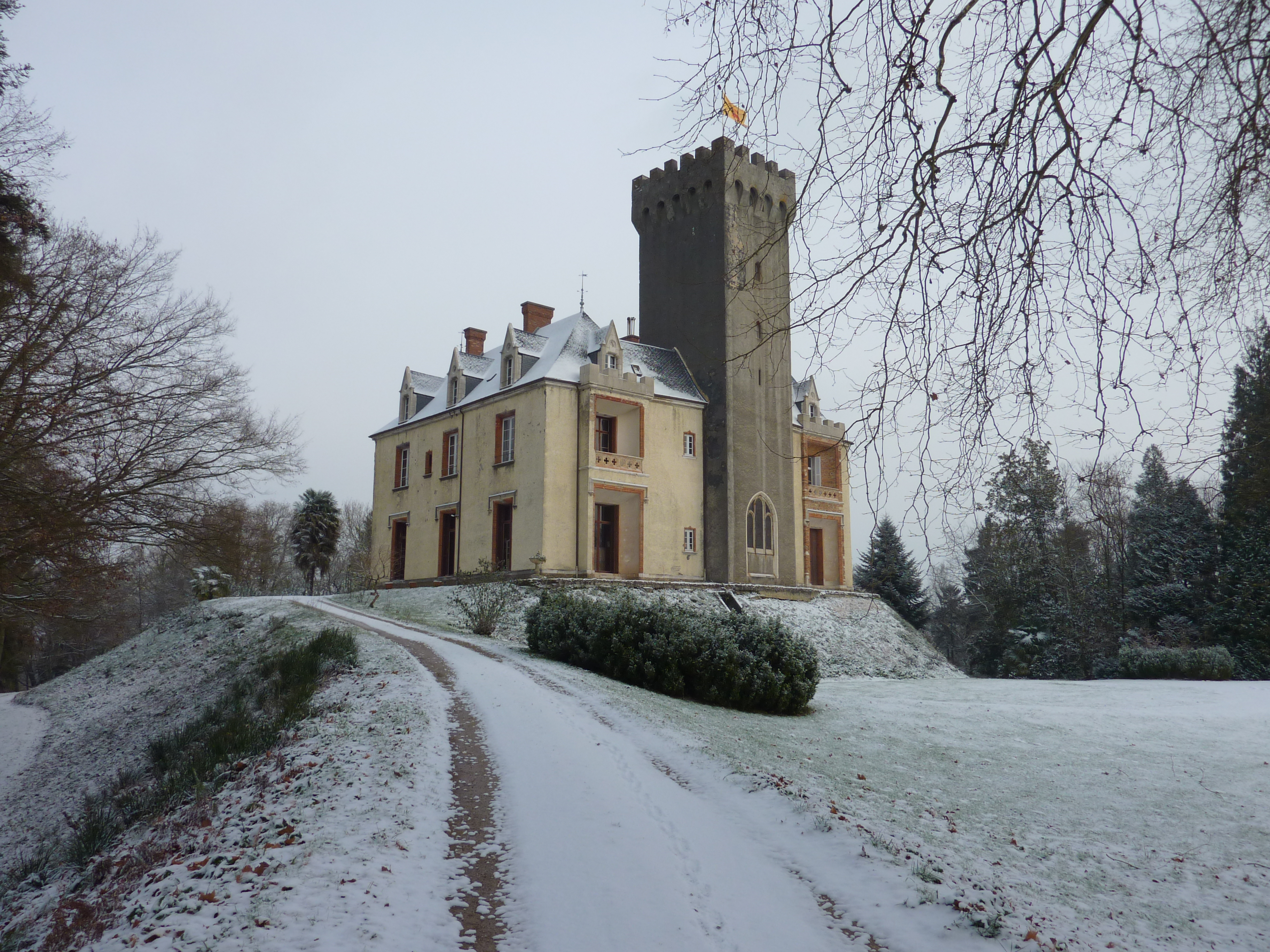
Château de Navailles sous la neige (2010).

Une croix de chemin, élevée sur une pile romaine, date de 1696.
La commune présente un ensemble de demeures et de fermes,,,,,,,,,, du XVIe au XIXe siècle.

### Patrimoine religieux
À Angos, l'église Saint-Jean-Baptiste date partiellement du XIIe siècle tout comme l'église de Navailles, l'église de l'Assomption-de-la-Bienheureuse-Vierge-Marie, complètement remaniée entre 1912 et 1945. Ces deux églises recèlent des statues,,, des objets,,,,,,,, des tableaux,,,
et du mobilier,,,,,,,,,,, inscrits à l'inventaire général du patrimoine culturel.

## Équipements
Enseignement
Navailles-Angos dispose d'une école primaire.

## Personnalités liées à la commune
- Vicomte de Gontaut-Biron Anne Armand Élie, ambassadeur de France à Berlin en 1871, fut chargé par Thiers de négocier les conditions de la reddition française.
- Mgr Lucien Bernard Lacoste, évêque catholique de Tali (Chine) et de Chiang Mai (Thaïlande), de la congrégation des Prêtres du Sacré-Cœur de Jésus.